# Massimo De Santis
Massimo De Santis (* 8. April 1962 in Tivoli, Latium) ist ein ehemaliger italienischer Fußballschiedsrichter. Von 2000 bis 2006 war er FIFA-Schiedsrichter und amtierte unter anderem beim olympischen Fußballturnier 2004 in Athen. Er war einer der Hauptbeschuldigten im Calciopoli-Skandal 2005/06 um mutmaßliche Spielmanipulationen und ist der einzige deswegen rechtskräftig Verurteilte.

## Leben und Werdegang als Schiedsrichter
De Santis war seit 1979 Schiedsrichter und zu Beginn seiner Karriere hauptberuflich Beamter der italienischen Gefängnispolizei. Im Jahr 1995 leitete er seine erste Begegnung in Italiens höchster Spielklasse, der Serie A. In der Saison 2000/01 leitete er das Hinspiel um die Coppa Italia zwischen der AC Florenz und der AC Parma (Endstand 1:1). Zu Beginn der Spielzeit 2005/06 amtierte er beim Spiel um die Supercoppa Italiana, die sich Inter Mailand mit einem 1:0-Sieg nach Verlängerung gegen Juventus Turin sichern konnte.
Ab Januar 2000 stand De Santis auf der FIFA-Liste, was ihn zur Leitung internationaler Partien berechtigte. Sein internationales Debüt gab er bei einem Qualifikationsspiel zur U-21-Fußball-Europameisterschaft 2002 zwischen den Niederlanden und Portugal. Bei der Europameisterschaft der U-18-Junioren 2001 in Finnland leitete er zwei Spiele der Gruppenphase. Sein erstes A-Länderspiel pfiff er bei der Testbegegnung zwischen Bosnien-Herzegowina und Deutschland. Sein Karrierehighlight auf internationaler Ebene stellt die Teilnahme bei den Olympischen Sommerspielen 2004 in Athen dar, bei denen er zwei Partien, darunter ein Viertelfinale leitete. Für die Fußball-WM 2006 gehörte er zunächst ebenfalls zum Aufgebot der Unparteiischen, bevor ihn der italienische Fußballverband FIGC wegen seiner Involvierung in den Calciopoli-Skandal 2005/06 zurückzog und er durch Roberto Rosetti ersetzt wurde. Aufgrund der gegen ihn erhobenen Vorwürfe leitete De Santis kein weiteres Spiel der italienischen Profiligen mehr und schied zum Jahresende 2006 auch als FIFA-Schiedsrichter aus.

## Calciopoli-Skandal
Am 2. Mai 2006 veröffentlichte La Gazzetta dello Sport eine Recherche, nach der der Vorstandsvorsitzende von Juventus Turin, Luciano Moggi, systematisch Einfluss auf Schiedsrichtereinteilungen und -entscheidungen genommen haben soll. Der Skandal ging als Calciopoli in die italienische Sportgeschichte ein. Dabei waren nicht nur Spiele mit direkter Beteiligung Juventus' betroffen, sondern Moggi soll auch Spiele von nächsten Gegnern der Turiner beeinflusst haben, zum Beispiel durch die Anweisung, Sperren für Schlüsselspieler zu produzieren. Daraufhin nahm neben dem italienischen Fußballverband (FIGC) auch die Staatsanwaltschaft Neapel Ermittlungen gegen Moggi und 41 weitere Beschuldigte auf, darunter auch De Santis. Ihm wurde vorgeworfen, sich an Spielmanipulationen zu Gunsten von Juventus Turin beteiligt zu haben. Die FIGC zog De Santis daher aus dem Unparteiischen-Aufgebot der einen Monat später beginnenden Fußball-Weltmeisterschaft 2006 zurück. Am 14. Juli 2006 verhängte das Verbandssportgericht der FIGC eine Sperre von 4 Jahren und 6 Monaten gegen ihn. In der ersten Berufungsinstanz wurde die Sperre auf 4 Jahre reduziert und schließlich final durch das italienische Sportschiedsgericht CONI bestätigt.
Zwei Jahre später begann die strafrechtliche Aufarbeitung. Dabei wurde de Santis 2011 erstinstanzlich zu einem Jahr und elf Monaten Gefängnisstrafe verurteilt. Das Gericht sah es als erwiesen an, dass De Santis ein wissentlicher Komplize in Moggis Manipulationssystem gewesen sei und sich damit des Sportbetrugs schuldig gemacht hätte. In der Berufung wurde diese Strafe zunächst auf zehn Monate reduziert. In der finalen Instanz bestätigte der Oberste Gerichtshof Italiens die Gefängnisstrafe von einem Jahr gegen De Santis, setzte die Vollstreckung jedoch aus. Die Strafen gegen die anderen Beteiligten wurden wegen Verjährung annulliert. Da De Santis während des Berufungsverfahrens zugestimmt hatte, die Verjährungsfrist auszusetzen wurde seine Strafe hingegen bestätigt. Er ist damit der einzige beschuldigte Schiedsrichter in Verbindung mit dem Calciopoli-Skandal, der als rechtskräftig verurteilt gilt. De Santis beteuerte während des ganzen Verfahrens seine Unschuld und kritisierte die Entscheidung, des Obersten Gerichtshofes, seine Strafe nicht aufgehoben zu haben.
Zusätzlich verurteilte der italienische Rechnungshof die beteiligten Schiedsrichter zu Schadensersatzleistungen an die FIGC; De Santis wurden 500.000 Euro auferlegt. Die Strafen wurden 2022 final bestätigt.